# The Halos
The Halos war ein US-amerikanisches Doo-Wop-Vocal-Quartett der frühen 1960er Jahre.

## Bandgeschichte
Das Quartett wurde ursprünglich als Begleitchor für Einzelinterpreten engagiert; so zum Beispiel für Tommy Hunt, Bobby Vinton, Johnny Nash, Little Eva, Johnny Mathis, Dion, The Coasters, Connie Francis, Brian Hyland und Ben E. King. So übernahm die Gruppe zum Beispiel den Background in den Aufnahme von Pretty Little Angel Eyes von Curtis Lee.
Mit dem Song Nag hatten sie im Jahr 1961 ihren größten Eigenerfolg und erreichten Platz 25 in den US-Charts. Der Erfolg von Nag öffnete der Gruppe viele Türen und bald waren die Halos als Backgroundchor sehr gefragt. Abgesehen von zwei Curtis Lee Singles, ist die Gruppe in Hits wie Who Put The Bomp von Barry Mann und Gene Pitneys Every Breath I Take sowie in My Herz Cries For You von Ben E. King zu hören.

## Diskografie
- 1961: Nag
- Your Precious Love
- Bird Dog
- I Went To A Party
- Copy Cat
- If I Had Known
- What’d I Say
- Mean Old World
- Down The Road
- Crazy Bells
- Oh What A Night
- Come On